# Lescouët-Gouarec
Lescouët-Gouarec (bretonisch Leskoed-Gwareg) ist eine französische Gemeinde mit 215 Einwohnern (Stand: 1. Januar 2022) im Département Côtes-d’Armor in der Region Bretagne. Sie gehört zum Arrondissement Guingamp und zum Kanton Rostrenen. Zudem ist der Ort Mitglied des 1993 gegründeten Gemeindeverbands Kreiz-Breizh. Die Einwohner werden Lescouëtais(es) genannt.

## Geographie
Lescouët-Gouarec liegt etwa 52 Kilometer südwestlich von Saint-Brieuc an der südlichen Grenze des Départements Côtes-d’Armor. 

## Bevölkerungsentwicklung

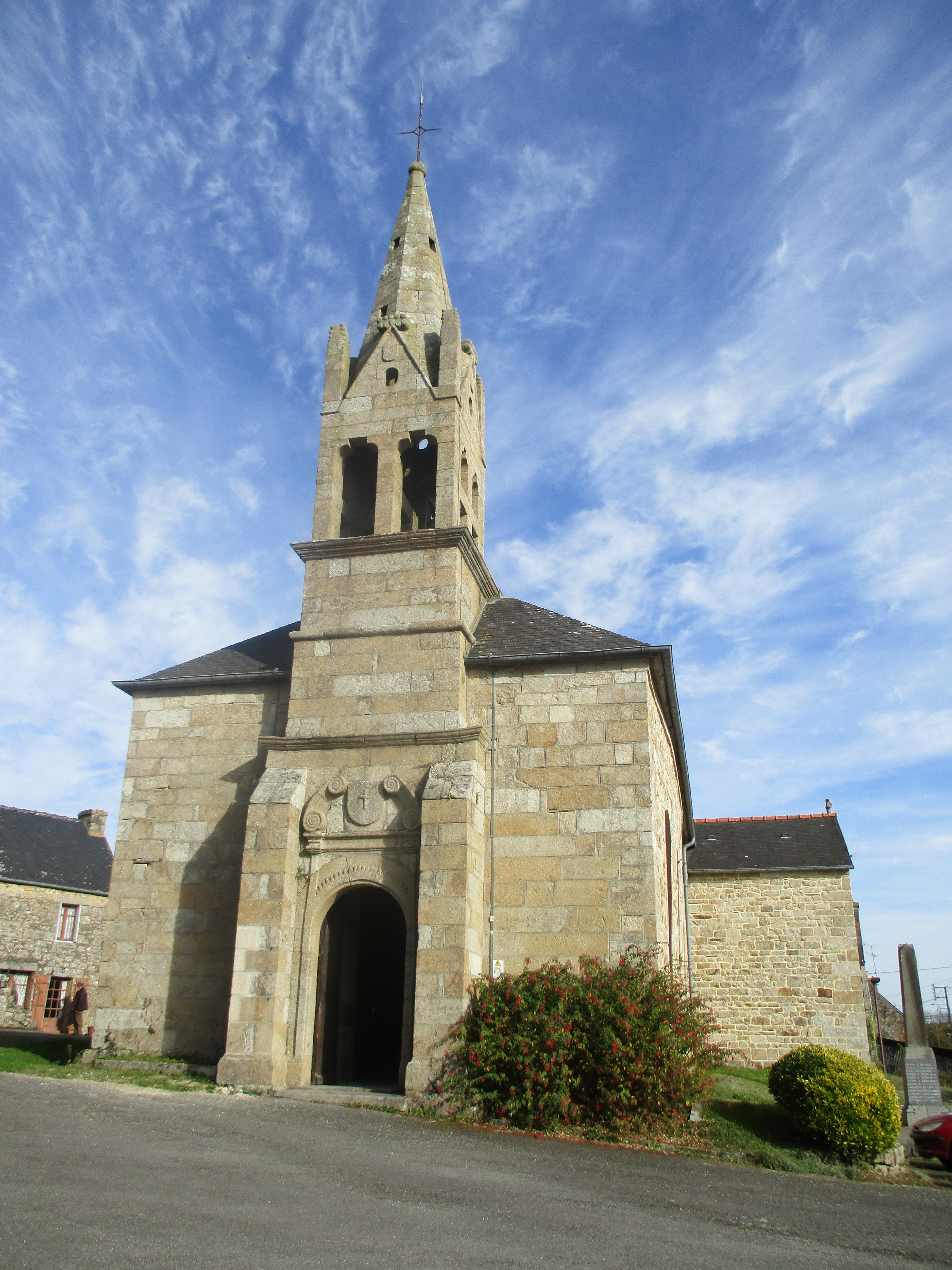
Kirche Saint-Gwenaël

| Jahr                       | 1793 | 1806 | 1821 | 1831 | 1866 | 1872 | 1921 | 1962 | 1968 | 1975 | 1982 | 1990 | 1999 | 2006 | 2016 |
| Einwohner                  | 1021 | 1041 | 766  | 1108 | 527  | 718  | 926  | 560  | 437  | 320  | 261  | 211  | 189  | 221  | 218  |
| Quellen: Cassini und INSEE |      |      |      |      |      |      |      |      |      |      |      |      |      |      |      |